# Biopolimer

În microstructura de ADN se află o pereche de biopolimeri, Polynucleotide.

Biopolimerii sunt polimerii produși de organismele vii. Din moment ce ei sunt polimeri, biopolimeri conțin unități monomerice, care sunt legate covalent de a forma structuri mai mari. Există trei clase principale de biopolimeri bazate pe diferitele unități monomerice utilizate și structura în biopolimerul format: 
- Polimeri polinucleotidici lungi: care sunt compuși din 13 sau mai multi monomeri nucleotide;
- Polipeptide scurte: polimeri de aminoacizi;
- Polizaharide: care sunt adesea structuri polimerice de carbohidrați lipite liniar.

## Convențiile și nomenclatura

### Polipeptide
Convenție pentru o polipeptidă este de a lista reziduurile sale de aminoacizi constitutive în care acestea apar de la de amino terminus la acid carboxilic terminus. Reziduurile de aminoacizi sunt întotdeauna alăturate de legături peptide. Proteinele, deși folosim limbajul cotidian pentru a se referi la orice polipeptidă, se referă la forme mai mari sau pe deplin funcțională și poate consta din mai multe lanțuri polipeptidice, precum și lanțuri singure. Proteinele pot fi, de asemenea, modificate pentru a include componente non-peptidice, cum ar fi lanțuri zaharide și lipide.

### Acizi nucleici
Convenția pentru o secvență de acid nucleic este de a lista nucleotidele în care acestea apar de la al cincilea sfârșit pana la al treilea sfârșit al lanțului de polimer, în cazul în care 5 și 3 se referă la numerotarea de atomi de carbon din jurul inelului de riboză care participă la formarea legăturilor fosfat diester a lanțului. O astfel de secvență este numita structura primară a biopolimerului.

### Zaharide
Polimerii de zahăr pot fi liniari sau ramificați și sunt, de obicei, legați cu legături glicozidice. Cu toate acestea, plasarea exacta a legăturii poate varia. Orientarea grupurilor legături funcționale este de asemenea importanta, rezultând în obligațiuni α-și β-glicozidice cu numerotare definitiva a locației atomilor de carbon. În plus, mai multe unități zaharidice pot suferi modificări chimice diferite, cum ar fi minare, și poate forma chiar părți din alte molecule, cum ar fi glicoproteine.
Caracterizare structurala
Există o serie de tehnici biofizice pentru determinarea informațiilor de secvență. Proteinele pot fi determinate prin degradare Edman, în care reziduurile N-terminal sunt hidrolizate de la un lanț, derivate, și apoi identificate. De asemenea, se pot utiliza și tehnici de spectrometru: secvența de acid nucleic poate fi determinată utilizând gelul de electroforeză și electroforeză capilară. Interferometria de polarizare duala poate fi folosita pentru a măsura modificările conformaționale sau asamblarea în sine a acestor materiale, în cazul stimulării de pH, temperaturii, forței ionice etc. În cele din urmă, proprietățile mecanice ale acestor biopolimeri pot fi adesea măsurate folosind pensete optice sau prin microscopie de forța atomică.
Biopolimerii ca materiale
Biomaterialele reprezintă materiale naturale, sintetice sau compozite aflate în contact cu țesuturile vii ṣi cu fluidele lor biologice. Știința care se ocupă cu studiul materialelor folosite în medicină se numește bioinginerie. Ea implică cercetări fundamentale și dezvoltarea unor tehnologii de obținere la standardele medicale de siguranța în exploatare a materialelor.